# Roseline Granet
Pour les articles homonymes, voir Granet.
Roseline Granet est une sculptrice et une artiste peintre pastelliste française née le 28 janvier 1936 à Paris. Elle est la belle-fille d'André Granet.

## Biographie
Roseline Granet est étudiante à l’Art Students League of New York en 1954.
Elle fréquente ensuite l'atelier d'Ossip Zadkine et l'Académie de la Grande Chaumière, à Paris entre 1956 et 1959. Elle y fait la connaissance de ses camarades Sam Szafran, dessinateur et futur pastelliste, et de Jacques Delahaye, sculpteur qui l'encouragera en 1959 à mettre sur pied la Fonderie Berjac avec Turriddu Clementi, à Meudon, que Turriddu reprendra à son nom en 1963. En 2001, la Fonderie Clementi s'installera au 7 rue du Docteur-Arnaudet à Meudon.
Depuis cette date, elle travaille la sculpture dans ce lieu, situé à quelques pas de l'atelier d'Auguste Rodin.
Les sculptures de Roseline Granet ont été exposées dans les diverses expositions présentées jusqu'en 2004 à la galerie Darthea Speyer, dans le 6e arrondissement de Paris. En 2005, elle réalise le buste du poète Émile Nelligan, exposé au carré Saint-Louis, à Montréal.

## Expositions

### Expositions personnelles
Sculptures

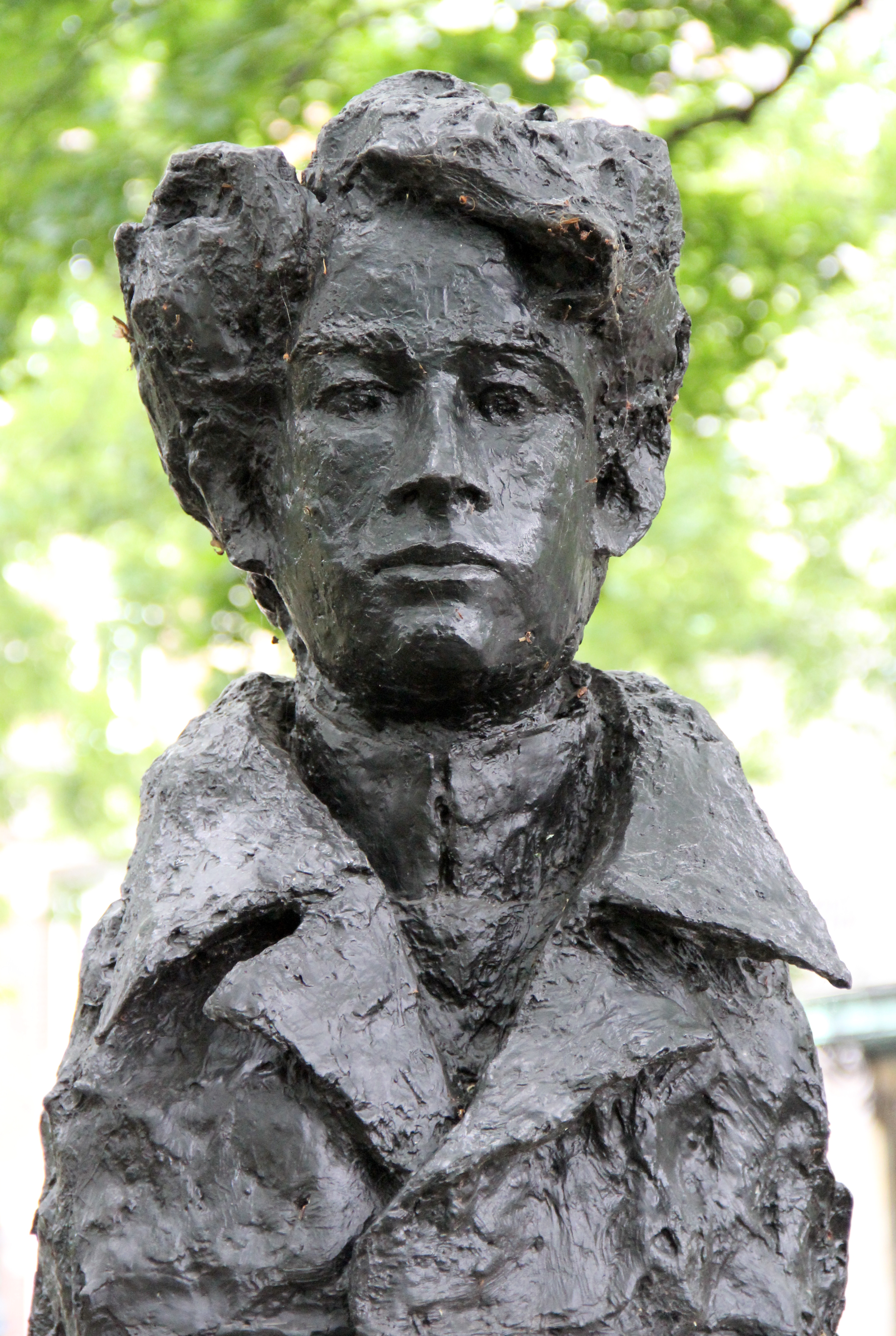
Buste de Nelligan adolescent (2005). Carré Saint-Louis. Montréal.

- 1974 : Galerie Darthea Speyer, Paris[4].
- 1977 : Galerie Darthea Speyer, Paris[4].
- 1979 : Paris-Lund, Lund, Suède.
- 1980 : Salon du château de Morsang-sur-Orge, Morsang-sur-Orge.
- 1980 : Galerie Darthea Speyer, Paris[4].
- 1983 : Galerie Darthea Speyer, Paris[4].
- 1984 : FIAC, galerie Darthea Speyer, Grand Palais, Paris.
- 1985 : Centre d'art contemporain, Rouen.
- 1986 : Galerie Darthea Speyer, Paris[4].
- 1987 : Centre de Keranden, Landerneau.
- 1987 : Centre d’action culturelle de Douai.
- 1988 : Galerie Darthea Speyer, Paris[4].
- 1989 : Espace Malraux, Joué-lès-Tours.
- 1991 : Galerie Darthea Speyer, Paris[4].
- 1993 : Centre culturel, Saint-Nazaire.
- 1993 : Galerie Darthea Speyer, Paris[4].
- 1994 : FIAC, galerie Darthea Speyer, Paris.
- 1996 : Galerie Darthea Speyer, Paris[4].
- 1998 : Orangerie du Domaine national de Meudon.
- 1998 : musée d'art et d'histoire de Meudon.
- 1998 : Galerie Darthea Speyer, Paris[4].
- 2000 : Galerie Darthea Speyer, Paris[4].
- 2001 : C.A.R., Montceau-Les-Mines.
- 2002 : Oda Park, Venray, Pays-Bas.
- 2002 : Galerie Darthea Speyer, Paris[4].
- 2003 : Galerie Simon Blais, Montréal[5].
- 2004 : Galerie Darthea Speyer, Paris[4].
- 2020 : galerie Martel-Greiner, Paris.
- 2021 : Galerie des Lyons, Cannes, France.

Pastels
- 1991 : Galerie Christine Louart, Bois-le-Roi.
- 1994 : Galerie de l’Échaudé, Paris.
- 2001 : Centre d’art, Meudon.
- 2001 : Galerie Graphics, Bordeaux.

Décors
- Décors de théâtre La dernière Nuit de Socrate, théâtre d'Ivry, Ivry-sur-Seine.
- Festival Les Tombées de la Nuit, chorégraphie de Gigi Caciuleanu, avec le comédien Dan Mastacan, Rennes et Colombes.

### Expositions collectives
- 1962 : L'Objet, musée des arts décoratifs de Paris.
- 1967 : Le Portrait, galerie Claude Bernard, Paris.
- 1970 : Salon de Mai, Paris.
- 1974 : L'Homme et son empreinte, château de Sainte-Suzanne, Maison de la culture de Bourges.
- 1976 : Boîtes, ARC 2, musée d'art moderne de la ville de Paris.
- 1978 : Les Chemins de la Création, Ancy-le-Franc.
- 1978 : Biennale Formes humaines, Musée Rodin, Paris.
- 1979 : Sculpture d'Elles, fleurs et au-delà, Ivry-sur-Seine.
- 1979 : Biennale Formes humaines, Musée Rodin, Paris. Prix Susse 1979.
- 1980 : Biennale Formes humaines, Musée Rodin, Paris. Prix Susse 1979.
- 1980 : Le Pastel, Ancy-le-Franc.
- 1982 : Biennale Formes humaines, Musée Rodin, Paris. Prix Susse 1979.
- 1983 : 20 Sculpteurs et leur fondeurs, exposition itinérante.
- 1984 : Le Musée à la campagne, Château de Tanlay.
- 1985 : 3 Sculpteurs, ancien hospice de Rosny-sur-Seine.
- 1986 : 3 Sculpteurs, musée d'art et d'histoire de Meudon.
- 1987 : Roseline Granet et Isabelle Waldberg, Tarbes, musée Massey.
- 1989 : Le Musée à la campagne, Château de Tanlay.
- 1990 : Biennale du Pastel, Saint-Quentin.
- 1991 : Exposition MAIF, Château Dauzac, Niort.
- 1992 : Salon de Mai, Paris.
- 1994 : Exposition MAIF, Château Dauzac, Niort.
- 1994 : Crayon, plume, fusain, galerie Darthea Speyer, Paris.
- 1994 : Tendances de la Sculpture contemporaine figurative, musée de Cambrai.
- 1994 : Sculptures dans la ville, Mont-de-Marsan.
- 1995 : Bestiaire, galerie Darthea Speyer, Paris.
- 1997 : Aspects de la sculpture animalière contemporaine, musée de Cambrai.
- 2001 : 2e Festival de sculpture contemporaine, Sainte-Geneviève-des-Bois.
- 2001 : Exposition MAIF, Château Dauzac, Niort.
- 2001 : Biennale européenne de sculpture, jardin des Plantes, Paris.

## Principales collections et commandes publiques

### Collections publiques
- Musée national des beaux-arts du Québec, Québec[6].

### Commandes publiques

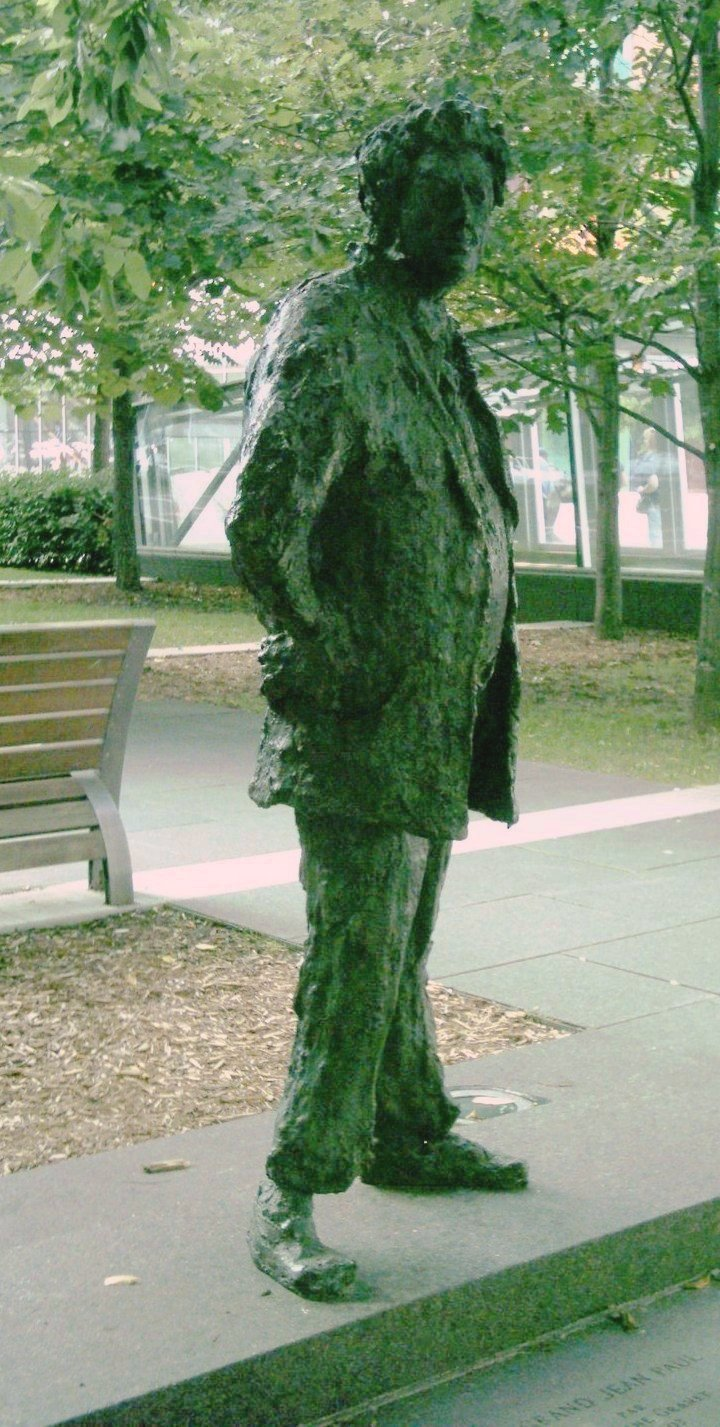
Le Grand Jean Paul (2003), Montréal, Place Jean-Paul-Riopelle.

- 1987 : Hommage à Jean-Paul Sartre, Commande de la ville de Paris, Bibliothèque nationale de France.
- 1991 : Le grand Couple heureux, Commande de la ville de Douai.
- 1992 : Rostropovitch, Commande du Musée Haus am Checkpoint Charlie, Berlin[7].
- 1992 : Oiseaux, bougeoirs, Commande de l'hôtel Le Mélézin, Courchevel
- 1993 : Le grand Couple lyrique, Achat du magasin Le Bon Marché, Paris[7].
- 1996 : Christ, Saint Jean-Baptiste, Agneau, Commande des Chantiers du Cardinal, Place Châlon, Paris.
- 2001 : Commande de l’Hôtel Park Hyatt Paris-Vendôme, Paris, par l'architecte Ed Tuttle : ensemble de tout le mobilier[7].
- 2003 : Le Grand Jean Paul, Place Jean-Paul-Riopelle, Montréal[7],[8].
- 2005 : Buste de Nelligan, Carré Saint-Louis, Montréal[7],[9].
- Commande de la ville de Meudon : Deux luminaires, pour le Salon peint du Musée d'art et d'histoire de Meudon.
- Achat de The William & Uytendale Scott Memorial Study Collection, Bryn Mawr College, Bryn Mawr,Pennsylvanie.
- Achat de la ville de Saint-Nazaire : Rostropovitch.
- Commande de la ville de Nanterre : Oiseau.
- Commande de la ville de Meudon : Monument aux droits de l’homme.
- Commande de la ville de Paris : Fontaine dans le 13e arrondissement de Paris.
- Commande de la Manufacture de Sèvres.
- Commande du Musée des arts décoratifs de Paris.
- Achat du Musée des beaux-arts de Rennes.
- Achat du Musée des beaux-arts de Pau.
- Achat du Fonds national d'art contemporain, Paris.